# Kamiel Reynders
Kamiel Reynders (Anversa, 22 febbraio 1931) è un ex nuotatore belga.

## Biografia
Era fratello del nuotatore e pallanuotista olimpico Joseph Reynders.
Disputò le Olimpiadi di Helsinki 1952, gareggiando nella Staffetta 4x200m sl